# Paul Schrotti
Paul Schrotti, född 18 december 1967, är en svensk företagsledare. Han var tidigare VD för Lindéngruppen från 2018 till 2024 och sitter i styrelsen för bland annat Höganäs AB och Axel Johnson International AB.
Han har varit vice VD på Axel Johnson mellan 2010 och 2017 och var dessförinnan Partner på finansbolaget EQT  . 